# 4-es busz (Zalaegerszeg)
A zalaegerszegi 4-es jelzésű autóbusz a Vasútállomás és Botfa között közlekedik. A vonalat a Volánbusz üzemelteti.

## Útvonala
| Botfa felé | Vasútállomás felé |
| --- | --- |
| Vasútállomás vá. – Zrínyi Miklós utca – Posta utca – Botfai bekötőút – Várberki utca – Botfa utca – Rózsás utca – Botfa, Rózsás utca vá. | Botfa, Rózsás utca vá. – Rózsás utca – Botfa utca – Várberki utca – Botfai bekötőút – Posta utca – Zrínyi Miklós utca – (Volán utca – Bartók Béla utca – Zrínyi Miklós utca) – Vasútállomás vá. – (Dózsa liget – Kosztolányi Dezső tér – Kovács Károly tér – Kazinczy tér – Mártírok útja – Mártírok útja (Ady iskola) vá.) |

## Megállóhelyei
| ∫  | Mártírok útja (Ady iskola) érkező végállomás | ∫  | 25 | 8C, 8E, 30, 30C                                                                          |
| ∫  | Önkiszolgáló étterem                         | ∫  | 20 | 1, 1E, 1U, 1Y, 3, 3Y, 4, 5U, 8, 9U, 10, 10C, 10Y, 26, 30, 41, C2                         |
| 0  | Vasútállomás végállomás                      | 15 | 17 | 1, 1U, 1Y, 3, 3Y, 4A, 4E, 4U, 4Y, 5U, 9U, 10, 10Y, 11, 11A, 11Y, 41, C2, C4 Zalaegerszeg |
| 2  | Bartók Béla utca - Zrínyi utca               | 13 | 16 | 4A, 4E, 4U, 4Y, 41, 44, C4                                                               |
| 3  | TÜZÉP                                        | 12 | ∫  | 4A, 4Y, 41, 44, 48, C4                                                                   |
| 4  | MOL Nyrt. bejárati út                        | 11 | ∫  | 4A, 4Y, 41, 44, 48, C4                                                                   |
| 5  | Volán-telep                                  | 10 | ∫  | 4A, 4E, 4U, 4Y, 41, 44, 48, C4                                                           |
| ∫  | Bartók Béla utca 84.                         | ∫  | 15 | 4E, 4U                                                                                   |
| ∫  | Bartók Béla utca 52.                         | ∫  | 13 | 4E, 4U                                                                                   |
| ∫  | Bartók Béla utca 30.                         | ∫  | 11 | 4E, 4U                                                                                   |
| 6  | Flex A                                       | 9  | 9  | 4A, 4E, 4U, 4Y, 41, 44, 48, C4                                                           |
| 7  | Zalabesenyő elágazó                          | 8  | 8  | 4A, 4E, 4U, 4Y, 41, 44, 48, C4                                                           |
| 8  | Flex B                                       | 7  | 7  | 4U, 4Y, 41, 44, 48, C4                                                                   |
| 9  | Botfa, Speciális Fiúnevelő Intézet           | 6  | 6  | 4U, 4Y, 41, C4                                                                           |
| 11 | Botfa, Botfa utca                            | 4  | 4  | 4U, 4Y, 41, C4                                                                           |
| 13 | Botfa, autóbusz-forduló vonalközi végállomás | 2  | 2  | 4U, 4Y, 41, C4                                                                           |
| 14 | Botfa, Botfa utca - Rózsás utca              | 1  | 1  | 4U, 4Y, 41, C4                                                                           |
| 15 | Botfa, Rózsás utca végállomás                | 0  | 0  | 4U, 4Y, 41, C4                                                                           |